# 公金チューチュー
公金チューチュー（こうきんチューチュー）とは、主にNPO法人や一般社団法人、その他の組織、個人等が補助金や助成金等の公金を、主に「人権」「多様性」のためだとし、国や地方公共団体から巧妙に活動家らが獲得している状態、またはそのような仕組みを表した言葉。
公金チューチューとの表現で批判されるモノとして、マスメディアなど普段ならば公金投入先における帳簿管理の正確性に厳しい側が「追求報道を抑制しがちなタブー要素」を持っている。例として「貧困者」の支援、「弱者」の救済、「差別」反対等を掲げた団体や個人、そうした「勉強会」の開催費用・「人権講師」の人件費、「資料」の代金への公金投入がある。このように特徴として、批判されにくい「人権」「多様性」などの要素を盾にしている点が指摘されている。「人権」を批判から守る盾に悪用していることで、「人権利権」とも言われる。戦後の日本で公金投入とメディアタブーを兼ね備えた、最も古い「公金チューチュー」としては同和利権がある。

## 概要
ライダーの小川たまかが取材したTwitter（現X）上で「暇アノンの姫」と呼ばれていたとされる40代男性によれば、自身が「税金チューチュー」と投稿したものが発祥であり、それを受けたインフルエンサーの暇空茜が「公金チューチュー」に換えて使い始めたのが広まったものだと主張している。
2023年10月には、自民党の杉田水脈議員がインターネットの番組において、アイヌ文化の振興事業に関し、公金の不正流用の疑惑があるとの持論を展開し、「流行語大賞にノミネートされてもよかったと思うんだけどね、『公金チューチュー』」と発言した。杉田は一連のアイヌ民族に対する差別発言で札幌法務局や大阪法務局などから人権侵犯認定を受けていた。こうした杉田の言動は大きな批判を浴びている。
2023年末には、ジャーナリストの片岡亮が、毎年40億円近く支出される国政調査活動費の不透明性を批判する文脈で「公金チューチュー」を使用した。
2023年に東京都はパートナーシップ宣誓制度の証明書オンライン申請システムの構築費用に約3800万円の公金を投じた。また同制度の広報にTOKYO MXの番組『TOKYOインフォメーション』に1億1422万9500円の制作費を支払った。他にも同制度の広報動画にAKB48の元メンバー高橋みなみを起用し、テレビ朝日100％子会社「株式会社フレックス」に依頼した広報・啓発番組『たかみなのTOKYO知りたいコト！』（第一回「東京都パートナーシップ宣誓制度」）を作成した。しかし、高橋みなみを起用しても「パートナーシップ宣誓制度」の広報動画は公開から約半年経っても再生回数2524であることが指摘されている。日本の行政の問題として、「人権問題」の活動家には「お許しください、予算をつけます」と景気よく公金投入している問題がある。パートナーシップ制度を疑問視するLGBT当事者も存在するものの、行政やマスコミで取り扱われるのは特定の「当事者」である。これら公金の使い方は、LGBT利権、公金チューチューと批判されている。例えば、東京都では同和事業、若年被害女性等支援事業における職員たちの姿勢は「土下座行政」と指摘されている。
2023年6月に発表されたガジェット通信における「ネット流行語大賞2023上半期」の4位を獲得した。